# Autostrada A15 (Niemcy)

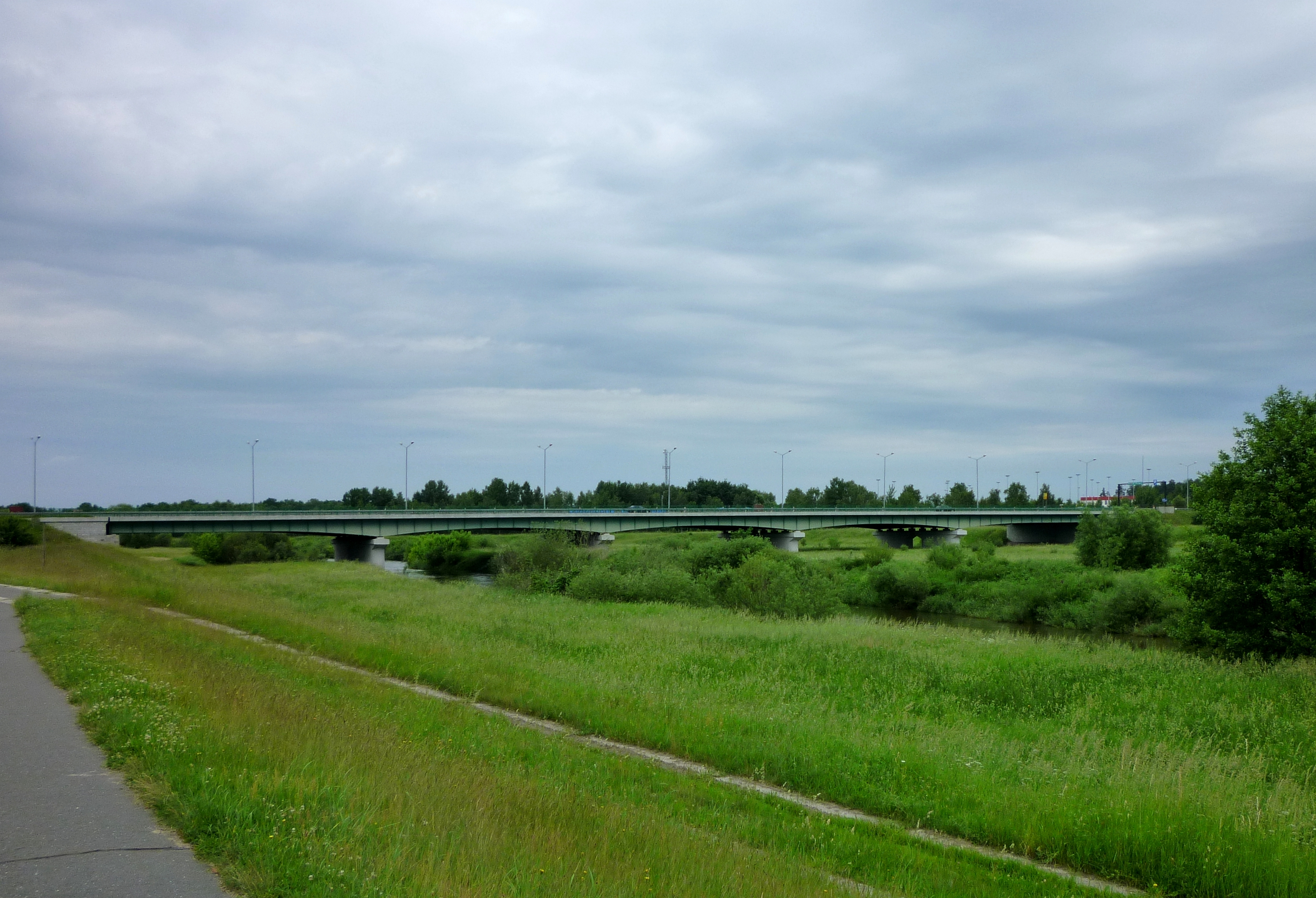
Most graniczny nad Nysą Łużycką. Widok z niemieckiej strony rzeki.

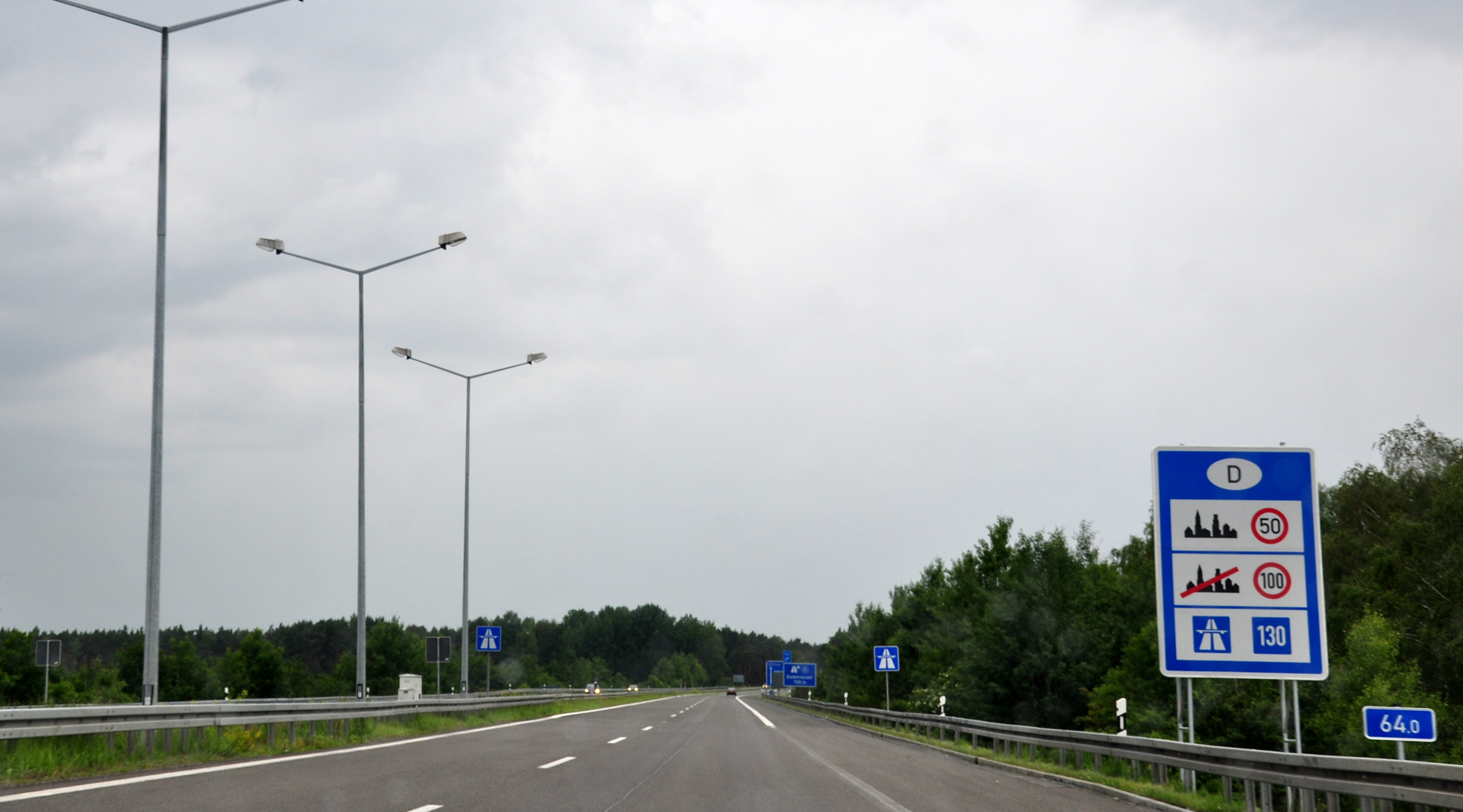
Początek autostrady w kierunku Berlina przy granicy polsko-niemieckiej.

Autostrada A15 (niem. Bundesautobahn 15 (BAB 15) także Autobahn 15 (A15)) – autostrada w Niemczech prowadząca od węzła Spreewald z niemiecką autostradą A13 do Polski, gdzie łączy się z polską autostradą A18. A15 jest częścią szlaku europejskiego E36 Berlin–Wrocław. Długość wynosi 64 km.

## Historia
Odcinek Forst–granica został otwarty dla ruchu w 1938, odcinek Spreewald–Forst w 1940. Powstał jako tymczasowo jednojezdniowa autostrada, druga jezdnia została dobudowana dopiero w pierwszej połowie lat dziewięćdziesiątych.
W czasach istnienia Niemieckiej Republiki Demokratycznej autostrada posiadała numer A5, który istniał jedynie dla potrzeb administracyjnych, przez co nie umieszczano go na drogowskazach. Trasa posiadała również numer międzynarodowy E22. Była także jedną z dróg tranzytowych kraju.